# Памятник А. А. Кондратьеву
Памятник А. А. Кондратьеву — скульптурный монумент герою гражданской войны комсомольцу А. А. Кондратьеву. Установлен в 1958 году в Санкт-Петербурге в сквере на углу Свердловской набережной и Арсенальной улицы. Авторы памятника — скульптор Г. Д. Гликман и архитектор Ю. Я. Мачерет.

## История
Памятник был установлен на основании решения Ленгорисполкома. Он посвящён участнику гражданской войны комсомольцу А. А. Кондратьеву, который, попав в окружение белогвардейцев, покончил с собой, не желая сдаваться в плен. Расположение памятника на Выборгской стороне было выбрано в связи с тем, что в этом районе Кондратьев создавал первые комсомольские ячейки. В работе над памятником скульптору Г. Д. Гликману помогал отец Кондратьева, который принёс фотографии погибшего сына. Бронзовая скульптура была отлита на заводе «Монументскульптура». Памятник был торжественно открыт 12 апреля 1958 года.
В 1977 году монумент был признан памятником монументального искусства регионального значения. Снят с охраны в 2000 году.

## Описание
На четырёхгранном пьедестале из красного гранита установлена скульптура юноши. На нём френч и галифе, на боку маузер в кобуре. Руки юноша держит за спиной, его поза свободна. Он словно только что изучал карту боевых действий и теперь готов принять решение. Несмотря на то, что на первый взгляд в образе комсомольца нет ничего героического, скульптору удалось передать его внутреннюю силу и стойкость. Памятник выполнен в реалистической манере, характерной для того времени.
На лицевой стороне постамента вырезана надпись: «Герой гражданской войны / комсомолец-комиссар / Саша Кондратьев / 1900—1918». Слева на плинте скульптуры подпись: «ск. Г. Д. Гликман 1956—1957 гг.». Высота скульптуры составляет 2,2 м, высота постамента — 1,6 м.